# М'єрес
М'єрес (ісп. Mieres) — муніципалітет в Іспанії, у складі автономної спільноти Астурія. Населення — 44 070 осіб (2009).

## Географія
Муніципалітет розташований на відстані близько 360 км на північний захід від Мадрида, 13 км на південний схід від Ов'єдо.

## Демографія
Динаміка населення (INE ):

## Парафії
1. Баїнья
2. Вальдекуна
3. Гальєгос
4. Лоредо
5. М'єрес
6. Ла-Пеня
7. Ла-Реболяда
8. Санта-Крус
9. Санта-Роса
10. Сантуляно
11. Сеана
12. Турон
13. Урбієс
14. Ухо
15. Фігаредо

## Освіта
- В муніципалітети розташований кампус Ов'єдоського університету.

## Відомі особистості
В поселенні народилась:
- Паула Рохо (* 1990) — іспанська співачка.

## Галерея

Розташування муніципалітету
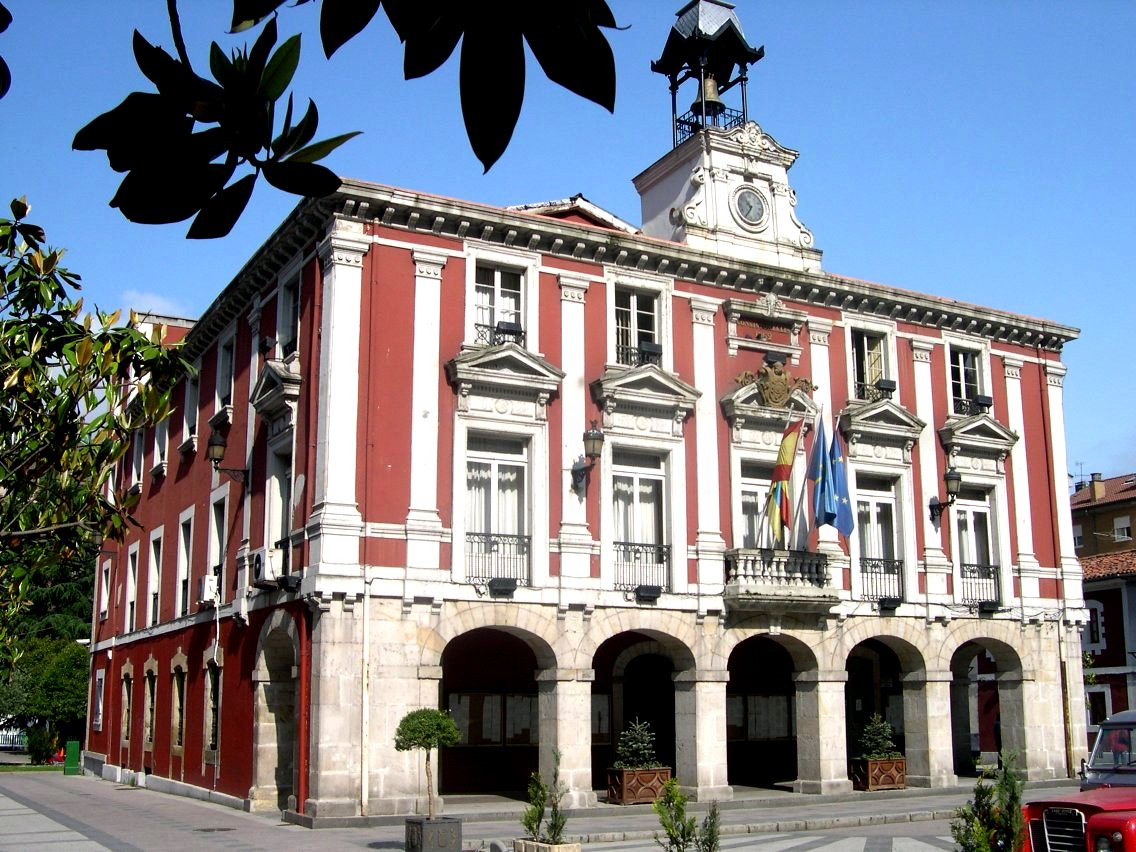
Муніципальна рада (М'єрес-дель-Каміно)
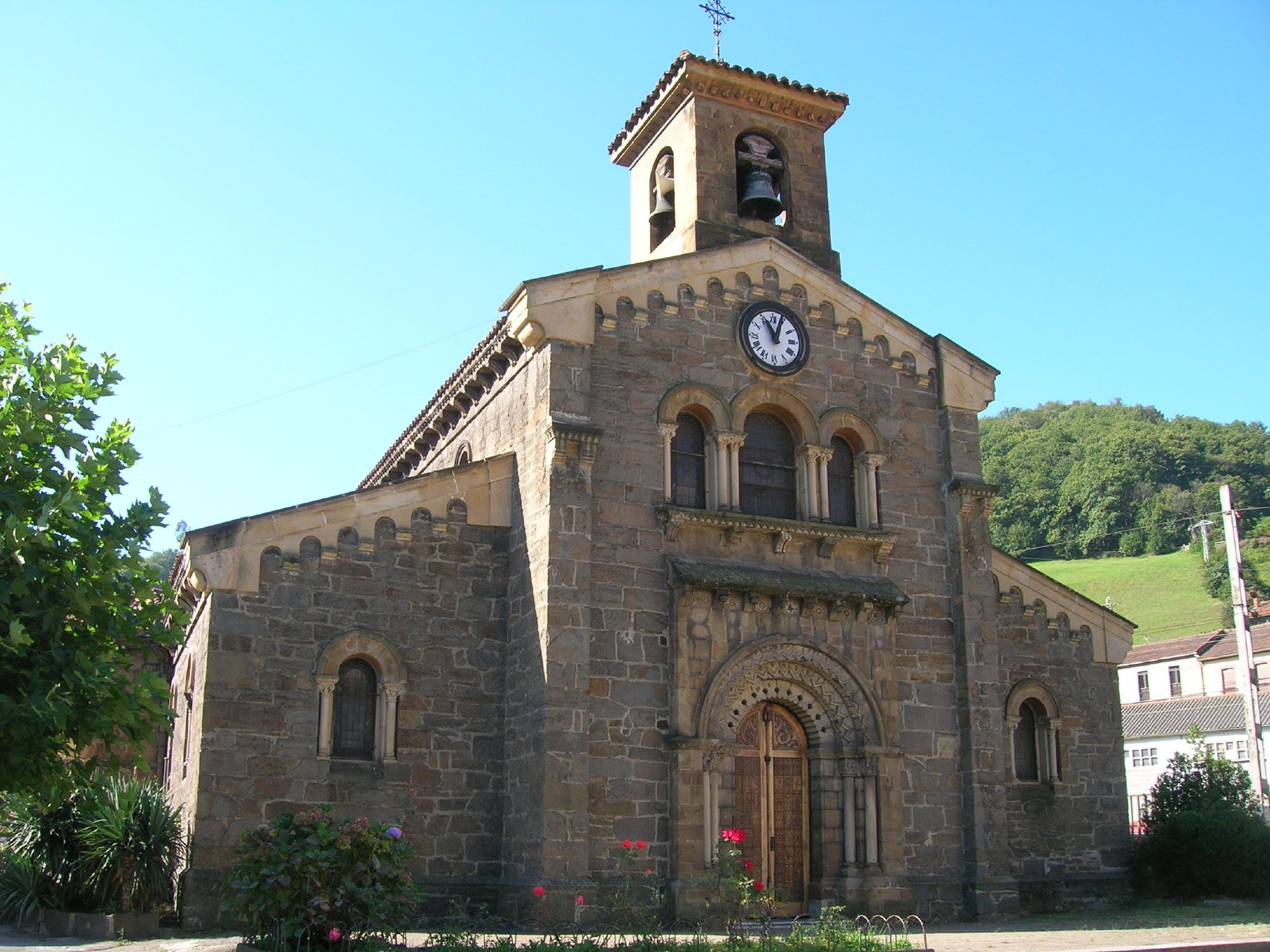
Церква Санта-Еулалія